# کولاک (فیلم ۲۰۰۷)
کولاک (به انگلیسی: Wind Chill) یا باد سرد یک فیلم فراطبیعی ترسناک محصول سال ۲۰۰۷ و به کارگردانی گرگوری جیکوبز است. در این فیلم بازیگرانی همچون امیلی بلانت، آشتون هولمز، مارتین دونوان، چیلان سیمونز، ند بلامی ایفای نقش کرده‌اند.
این فیلم توسط شرکت بریتانیایی بلوپرینت پیکچرز تولید شد و شرکت مشترک جورج کلونی و استیون سودربرگ، بخش ایت‌پروداکشنز، از این پروژه حمایت مالی کرد. این فیلم با توزیع محدود در آوریل ۲۰۰۷ در ایالات متحده اکران شد، در بریتانیا و ایرلند در اوت ۲۰۰۷ منتشر شد، اما به‌طور مستقیم بر روری دی‌وی‌دی در اکثر بازارهای دیگر رفت.

## داستان
دو دانشجوی کالج در راه بازگشت به خانه، با یکدیگر همسفر می‌شوند که ناگهان خودروی آنها در جاده‌ای دور افتاده در برف و سرما از کار می‌افتد و روح انسانهای ی که در آن منطقه کشته شده‌اند به سراغ آنها می‌آیند.